# Aratinga
Aratinga Spix, 1824 è un genere di uccelli della famiglia degli Psittacidi.<

## Descrizione
Il genere Aratinga comprende un folto gruppo di pappagalli, chiamati comunemente «conuri», dal volo veloce e radente, capaci di adattarsi con una certa facilità alle avversità ambientali. In generale non presentano dimorfismo sessuale e gli immaturi sono del tutto simili agli adulti, anche se con piumaggio più tenue. Salvo alcune specie molto colorate, con il giallo come colore base, tra le quali spicca l'Aratinga solstitialis (parrocchetto del sole), il colore dominante che caratterizza la specie è il verde solcato da qualche segno. In generale si tratta di uccelli sociali che vivono in bande anche numerose.

## Tassonomia
Il genere Aratinga comprende le seguenti specie viventi:
- Aratinga weddellii (Deville, 1851) - parrocchetto testascura
- Aratinga solstitialis (Linnaeus, 1758) - parrocchetto del sole
- Aratinga nenday  (Vieillot, 1823) - parrocchetto nanday
- Aratinga maculata (Statius Müller, 1776) - parrocchetto pettozolfo
- Aratinga jandaya (J.F.Gmelin, 1788) - parrocchetto jandaya
- Aratinga auricapillus (Kuhl, 1820) - parrocchetto capodorato

Al genere è attribuita anche una specie estinta:
- Aratinga labati (Rothschild, 1905) - parrocchetto della Guadalupa †

Altre specie attribuite in passato al genere Aratinga sono oggi ascritte ai generi Eupsittula, Psittacara e Thectocercus.